# Altinum

Ubicación de la provincia de Venecia.

Altinum (actual Altino, una frazione de Quarto d'Altino) es el nombre de una antigua ciudad costera de los vénetos en la provincia de Venecia, 15 km al sureste de Tarvisium (actual Treviso), en Italia, al borde de los lagos. Está registrado que fue muy rica. Situada en la costa este del país, en la desembocadura del río Silis, fue destruida primero por Atila en 452 y abandonada gradualmente por sus habitantes, que buscaron refugio en las islas de la laguna, como Torcello y Burano, en la zona donde más tarde se construiría Venecia.
Altino tiene actualmente unos 100 habitantes y un museo histórico.

## Historia
Altinum era bella y estratégica. Los hallazgos e inscripciones funerarias vénetas muestras que fue un núcleo tan pronto como el siglo V a. C. Creció en importancia con la romanización de la región y específicamente con la construcción de la Via Annia (131 a. C.), que la atravesaba, comunicando Atria con Aquilea. Al final de la República, Altinum se convirtió en un municipium cuyos ciudadanos fueron adscritos a la tribu romana de Scaptia. Augusto y sus sucesores le dieron aún más importancia con la construcción de la Via Claudia Augusta, que empezaba en Altino y alcanzaba las limes del noreste del Danubio, una distancia de 350 km, aparentemente por el camino del lago de Constanza. El lugar, pues, pasó a tener una considerablemente importancia estratégica y comercial, y el clima comparativamente suave (considerando su ubicación) llevó a la edificación de villas que Marcial compara con las de Bayas. 
Lucio Vero murió allí en el año 169 d. C.
Altinum se convirtió en obispado al menos desde el siglo V, siendo el primero obispo Heliodoro de Altino (Eliodoro).
Sobre el 452, Atila el Huno capturó la ciudad y quemó su mayor parte, junto con varias otras ciudades cercanas. Los supervivientes se refugiaron en las islas de los lagos, fundando asentamientos que terminarían conociéndose como Venecia. En el 568 fue conquistada por  los lombardos, cuya dominación ocasionó más migraciones hacia la Laguna Veneta. La diócesis católica fue trasladada a Torcello en 647. En los siglos X y XI la región de Altinum fue abandonada totalmente. En el siglo XV apareció un nuevo asentamiento que se convertiría en el cercano Quarto d'Altino. La actual frazione de este último fue fundada en el siglo XIX.

## Descubrimiento
Los cimientos de la ciudad han sido descubiertos recientemente cerca del aeropuerto Marco Polo, 11 km al norte de Venecia.